# LKB/Gistrup
LKB/Gistrup (også stavet som LKB Gistrup og LKB-Gistrup) er en dansk idrætsforening, der er lokaliseret i Gistrup.
Foreningen har både en gymnastik-, løbeklub-, volleyball-, fodbold-, badminton-, petanque-, tennis- og basketballafdeling samt hertil tilknyttet motionscenter.
Klubbens førstehold i fodbold spiller i efteråret 2018 i serie 2.

## Historie
Foreningen blev stiftet den 17. juni 1941 under navnet Lundby Krat Boldklub. I 1972 skiftede foreningen navn fra Lundby Krat Boldklub til det nuværende navn LKB/Gistrup.